# Tranvia Dermulo-Fondo-Mendola
La tranvia Dermulo-Fondo-Mendola, nota anche come ferrovia dell'Alta Anaunia (in tedesco Lokalbahn Dermulo–Mendel o Nonsbergbahn - ferrovia della Val di Non), era una linea tranviaria interurbana che collegava Dermulo, ov'era raccordata alla tranvia Trento-Malé, al capolinea della funicolare della Mendola.
Inaugurata nel 1909, tale caratteristica linea di montagna fu soppressa nel 1934; di essa sopravvive un'elettromotrice, in servizio presso la ferrovia del Renon.

## Storia

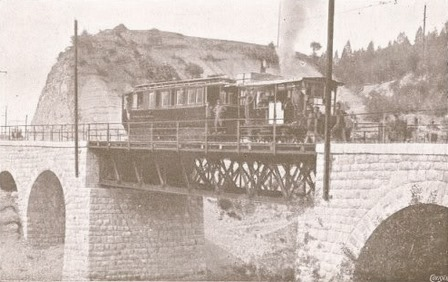
Un viadotto lungo la linea

La concessione per la costruzione di una Lokalbahn, come erano denominati questi tipi di impianti previa concessione imperiale del governo austro-ungarico che unisse Dermulo con il passo della Mendola fu ottenuta da un consorzio di banche cattoliche e di organismi cooperativi che istituì la Società Anonima per la Ferrovia Elettrica dell'Alta Anaunia (FEAA).
Avviati nel 1908 i lavori di costruzione, la linea fu inaugurata il 1º settembre 1909 e raccordata successivamente alla tranvia Trento-Malé, aperta all'esercizio nelle settimane seguenti. A differenza di quest'ultima, costruita dalla società Ferrovia Locale Trento-Malé ma esercita dalle Imperial Regie Ferrovie austriache dello Stato (KKStB), il servizio fu gestito direttamente dalla Società Anonima.
Con il passaggio del Trentino all'Italia, al termine della prima guerra mondiale, l'impianto fu classificato come linea tranviaria sulla base delle caratteristiche stabilite dalla Legge 27 dicembre 1896, n. 561, ma ebbe tuttavia vita breve: la tranvia fu soppressa nel 1934 in conseguenza dei bassi profitti registrati.

## Caratteristiche
| Unused urban continuation backward |

| Unknown route-map component "uexBHF" |

| Unknown route-map component "c" | Unknown route-map component "c" | Unknown route-map component "d" | Unknown route-map component "uexABZgl" | Unknown route-map component "uexCONTfq" |

| Unknown route-map component "uexBHF" |

| Unknown route-map component "uexHST" |

| Unknown route-map component "uexHST" |

| Unknown route-map component "uexHST" |

| Unknown route-map component "uexHST" |

| Unknown route-map component "uexHST" |

| Unknown route-map component "uexBHF" |

| Unknown route-map component "uexHST" |

| Unknown route-map component "uexHST" |

| Unknown route-map component "uexHST" |

| Unknown route-map component "uexTUNNEL1" |

| Unknown route-map component "uexKBHFe" |

La linea era una tranvia a binario singolo a scartamento ridotto da 1000 mm (scartamento metrico).
La tranvia era elettrificata in corrente continua a 800 V, alimentata dalla centrale aziendale che, ai tempi della costruzione della tranvia Trento-Malé, fu messa a disposizione di quest'ultima in attesa del completamento dei propri impianti, offerta poi rifiutata dalla società di gestione.

### Percorso

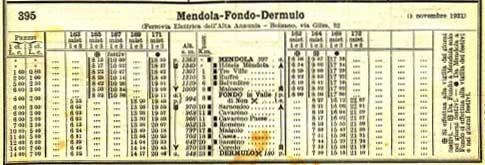
Orario del 1931

La tranvia costituiva un segmento di un più lungo percorso costituito da una serie di impianti che da Trento e Dermulo e, sfruttando la citata funicolare della Mendola e la ferrovia Bolzano-Caldaro consentivano di unire i due capoluoghi della regione.
La stazione di Dermulo risultava raccordata con quella della tranvia per Trento e Malé, sebbene l'interscambio di veicoli fra le due amministrazioni risultasse sporadico. Lasciato il capolinea i convogli impegnavano la lunga salita che, dopo aver osservato una serie di fermate, li conduceva nella stazione di Fondo, a quasi mille metri di altitudine. Da qui la salita riprendeva, fino al capolinea terminale posto nelle immediate adiacenza di quello della funicolare.

## Materiale rotabile
Come da prassi per le elettromotrici utilizzate nelle Lokalbahnen austrungariche (al di là dei diversi costruttori), i mezzi in servizio sulla linea FEAA erano accomunati dall'adozione di caratteristiche casse lignee bianco-marroni, con doghe a vista.
Un menzione particolare riguarda l'elettromotrice a carrelli numero 22485, costruita dalla Nesselsdorfer Wagenbau-Fabriks-Gesellschaft con equipaggiamenti elettrici dalla Alioth di Basilea. Dotata di freno continuo e atta a una velocità massima di 25 km/h, offriva 40 posti a sedere separati da un comparto bagagli. La lunghezza era di 15,04 metri per una massa a vuoto di 22 t; la trazione era assicurata da quattro motori da 51,5 kW ciascuno, per un rodiggio Bo-Bo.
Alla cessazione dell'esercizio, tale mezzo fu ceduto alla Ferrovia Elettrica Alto Renon (FEAR), che lo privò di due motori (mutando il rodiggio in A1-1A) e lo mise in servizio sulla tratta L'Assunta-Collalbo della Ferrovia del Renon. Con l'avvento del terzo millennio l'elettromotrice Alioth, pur se non più impiegata nel servizio regolare di linea, è stata restaurata ed adibita a servizi speciali.

## Galleria d'immagini

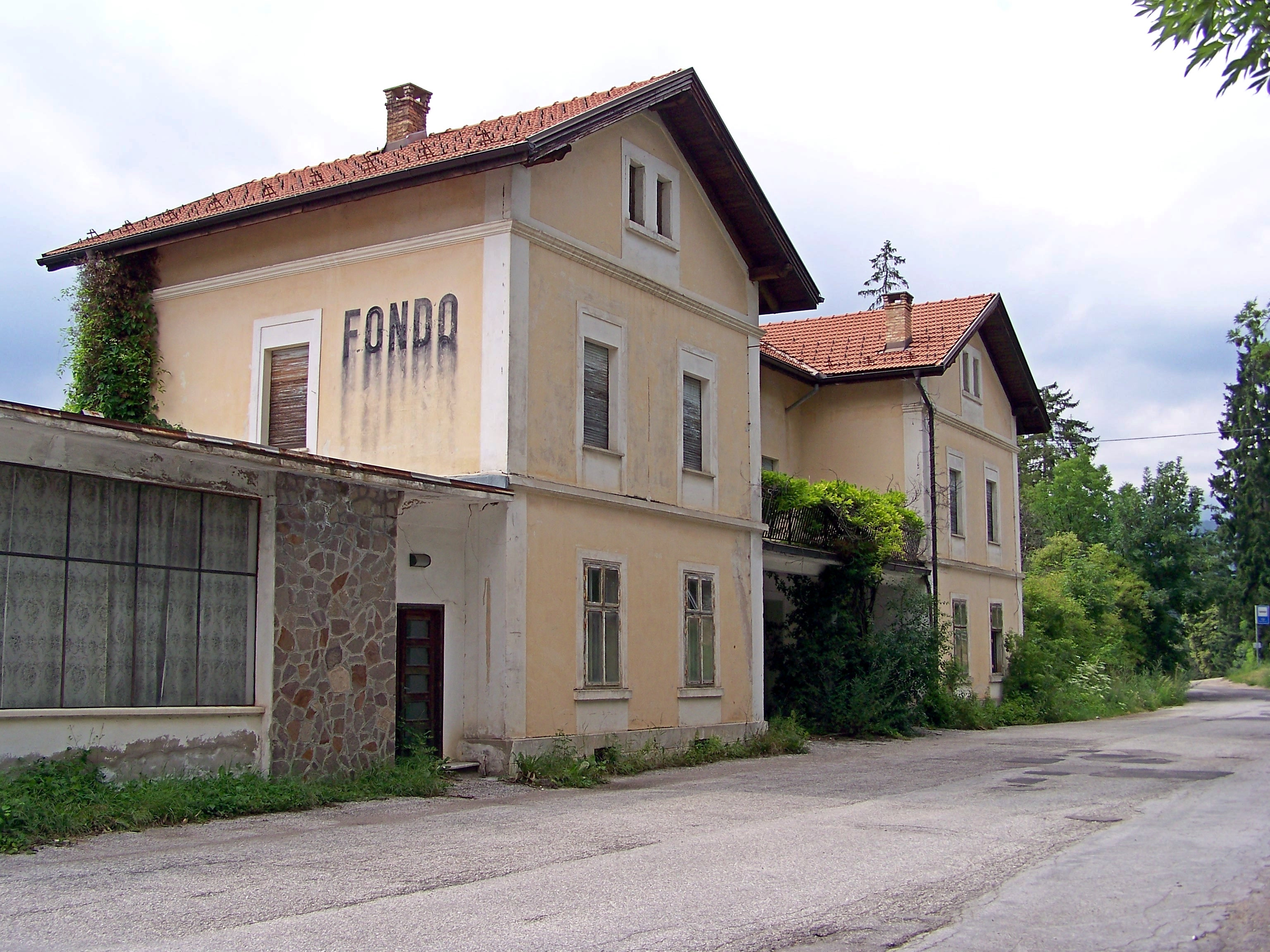
L'ex stazione di Fondo nel 2011
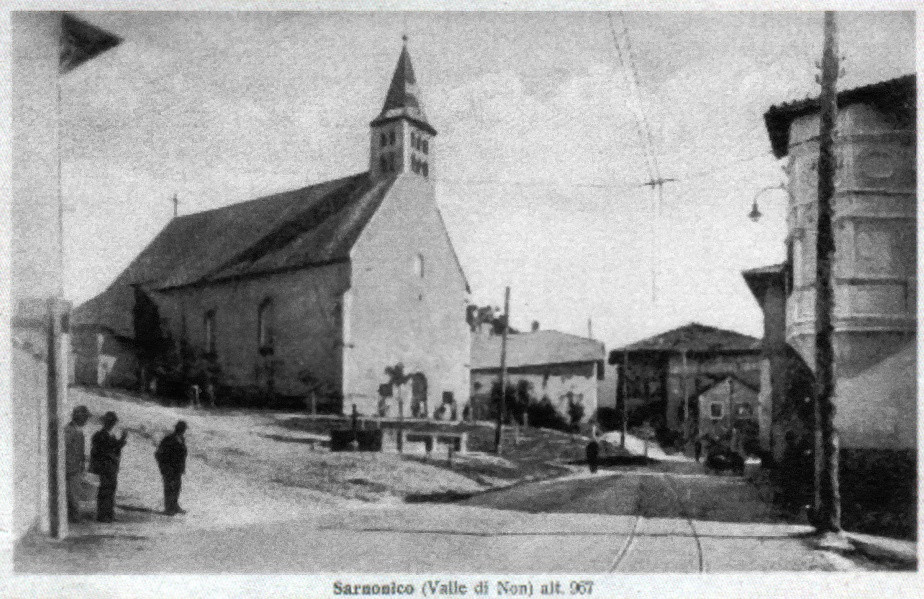
Il sedime presso Sarnonico Santa Maria negli anni 1920
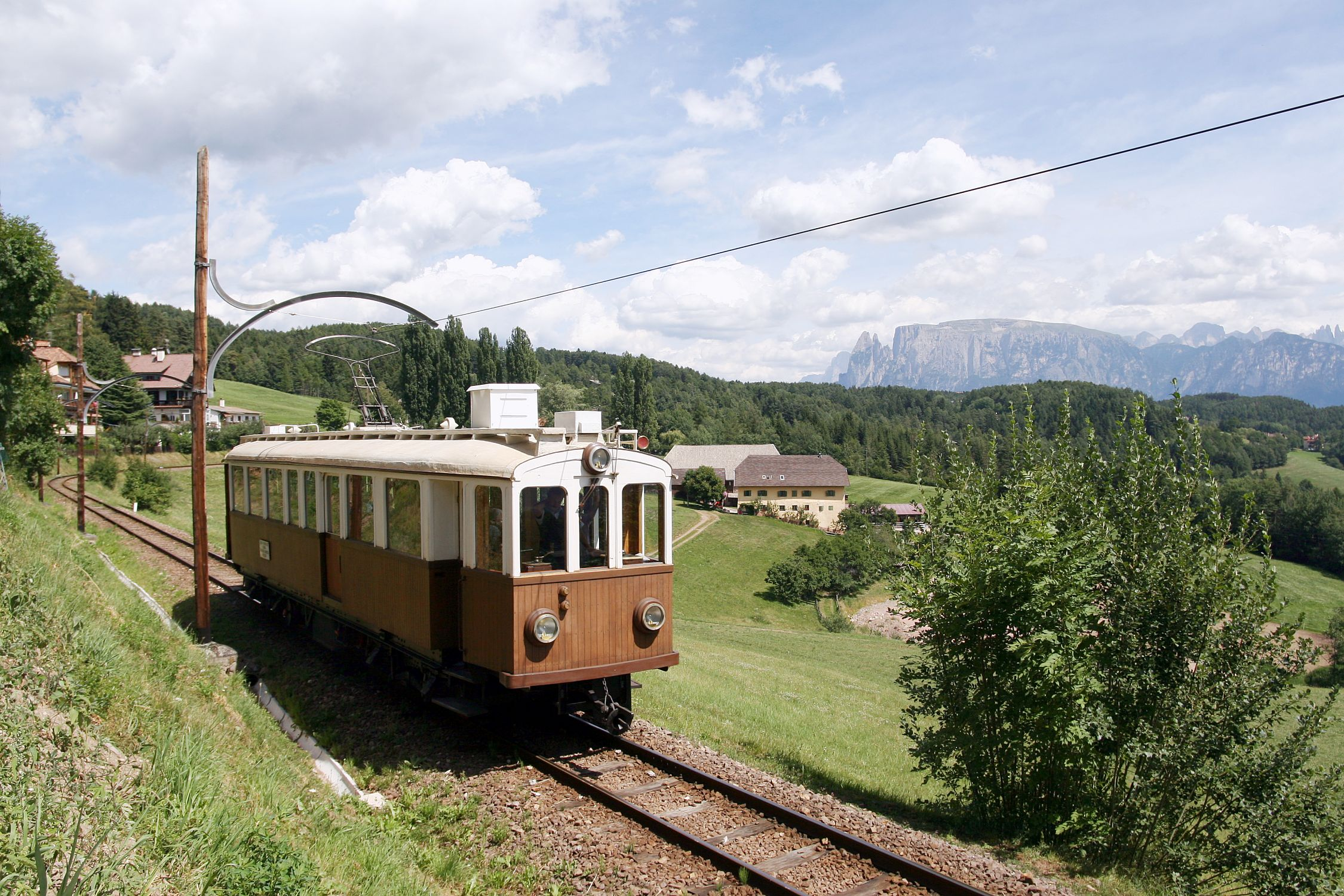
L'automotrice Alioth ex-DFM, in servizio sulla ferrovia del Renon nel 2005